# 纳霍德卡湾 (纳霍德卡城区)
纳霍德卡湾（俄语：Бухта Находка），前称七家崴湾，是滨海边疆区纳霍德卡城区的海湾，面积4.6平方公里，岸长12.5公里。